# Allopnyxia patrizii
Allopnyxia patrizii är en tvåvingeart som beskrevs av Freeman 1952. Allopnyxia patrizii ingår i släktet Allopnyxia och familjen sorgmyggor. Inga underarter finns listade i Catalogue of Life.